# 第20回ニューヨーク映画批評家協会賞
第20回ニューヨーク映画批評家協会賞は、1954年の優秀な映画に贈られた賞である。

## 受賞
- 作品賞：
  - 『波止場』
- 主演男優賞：
  - マーロン・ブランド - 『波止場』
- 主演女優賞：
  - グレイス・ケリー - 『喝采』、『裏窓』、『ダイヤルMを廻せ!』
- 監督賞：
  - エリア・カザン - 『波止場』
- 外国語映画賞：
  - 『地獄門』（ 日本）